# Het Lyceum Rotterdam
Het Lyceum Rotterdam (HLR) is een Rijksmonument aan de Beukelsdijk 91 in Rotterdam. De school is ontstaan uit een fusie in 2014 van het Citycollege Sint Franciscus en Het Lyceum voor Beeldende Vorming.  Het is een voortzetting van de 1919 aan de Boompjes gesitueerde katholieke HBS en werd in 1923 voortgezet in een nieuw gebouw aan de Beukeldsijk 91, waarvan de naam in 1935 werd  veranderd in St. Franciscus College. In 1994 werd de naam opnieuw veranderd in in Citycollege St. Franciscus. Het is een school voor havo, atheneum en gymnasium.

## Geschiedenis
De Rooms-Katholieke H.B.S. was in 1919 gesticht in een pand aan de Boompjes aan de Maas. In 1922-1923 werd er een nieuwe school gebouwd aan de Beukelsdijk in Wrightiaanse stijl door P.G. Buskens en (zijn toenmalige assistent) H. Sutterland jr. In 1927-1935 werd er tijdelijk een meisjeslyceum toegevoegd, dat daarna verhuisde naar de Breitnerstraat als meisjeslyceum “Maria Virgo”. Toen de school in 1935 in nood verkeerde namen de Minderbroeders-Franciscanen het beheer over en veranderde de naam in St. Franciscus College. Na de Tweede Wereldoorlog werd de school tijdelijk gehuisvest in de Oostervantstraat, omdat het schoolgebouw nog hersteld moest worden. De paters vonden dat onderwijs en sport samen diende te gaan. De school zelf beschikte over een gymzaal en atletiek werd bedreven op de naastgelegen Nenijto, waar in de zestiger jaren vaak de Nederlandse kampioenschappen atletiek werden gehouden. Tevens ondersteunden zij de voetbalclub Aeolus, toentertijd gevestigd in Rotterdam Noord. Tot eind jaren zestig was de school alleen toegankelijk voor jongens, maar vanaf deze tijd werden ook meisjes toegelaten.

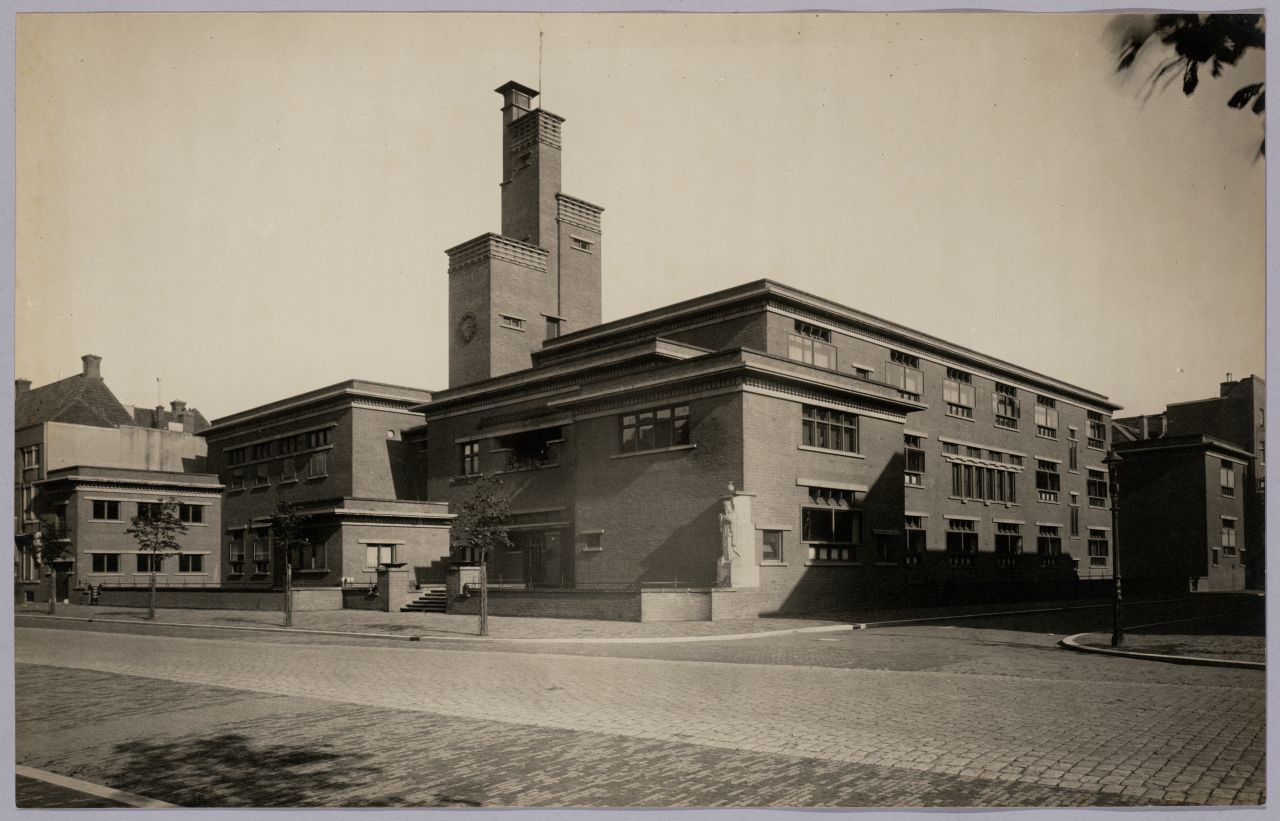
RK HBS eerste helft 20e eeuw

In 1962-1964 werd de school uitgebreid met een (noordwestelijke) vleugel aan het G.W. Burgerplein, ontworpen door E.H. en H.M. Kraaijvanger. In 1993-1994 werd het pand gerenoveerd en kwam op de cour een uitbreiding van zes lokalen tot stand naar ontwerp van P. Stipkovits, waarbij in materiaalvoering en vormgeving aansluiting is gezocht met het Buskens-ontwerp. Hierna werd de naam veranderd in Citycollege St. Franciscus.
De schoolprestaties en het aantal leerlingen namen in de loop der jaren echter af en ze kreeg het stempel Zwarte school. In 2009 ontving de school een negatieve beoordeling van de Onderwijsinspectie. Na de fusie met Het Lyceum voor Beeldende Vorming schoten het aantal leerlingen alsook de prestaties omhoog en krijgt zij nu louter positieve beoordelingen.  Brugklassers kiezen voor de richting kunst, wetenschap of ondernemen. HLR-leerlingen maken ook meer lesuren dan een reguliere school, gemiddeld zo'n drie uur per week. Het vak filosofie is daarnaast verplicht, voor alle klassen en schooltypen